# Plocoscelus podagricus
Plocoscelus podagricus är en tvåvingeart som beskrevs av Camillo Rondani 1848. Plocoscelus podagricus ingår i släktet Plocoscelus och familjen skridflugor. Inga underarter finns listade i Catalogue of Life.